# مجلس البحوث الأوروبي
مجلس البحوث الأوروبي ( ERC ) هو هيئة عامة لتمويل البحث العلمي والتقني في دول الاتحاد الأوروبي (EU). ويتكون المجلس الذي أنشأته المفوضية الأوروبية في عام 2007، من مجلس علمي مستقل، وتتكون هيئة إدارته من باحثين متميزين، ووكالة تنفيذية مسؤولة عن التنفيذ. يشكل مجلس البحوث الأوروبي جزءًا من البرنامج الإطاري للاتحاد المخصص للبحث والابتكار، هوريزون 2020، والذي سبقه برنامج الإطار البحثي السابع (FP7). تبلغ ميزانية مجلس البحوث الأوروبي أكثر من 13 مليار يورو في الفترة من 2014 إلى 2020 وتأتي من برنامج هوريزون 2020، وهو جزء من ميزانية الاتحاد الأوروبي. وفي إطار هذا البرنامج، من المقدر أنه سيُموّل حوالي 7000 من الحاصلين على منح المجلس ودعم 42000 عضواً في الفريق، بما في ذلك 11000 طالب دكتوراة وحوالي 16000 باحث ما بعد الدكتوراة.
يمكن للباحثين من أي مجال التنافس على المنح التي تدعم المشاريع الرائدة. مسابقات مجلس البحوث الأوروبي مفتوحة لكبار الباحثين أيضًا من خارج الاتحاد. متوسط نسبة النجاح حوالي 12%. فاز خمسة من الحاصلين على منح المجلس بجوائز نوبل.   يُقيّم خبراء مؤهلون طلبات المنح. التميز هو المعيار الوحيد للاختيار. فلا توجد أولويات مواضيعية، ولا حصص جغرافية للتمويل. الهدف هو التعرف على أفضل الأفكار، ومنح المكانة والرؤية لأفضل الأبحاث في أوروبا، مع جذب المواهب من الخارج أيضًا.

### الطلبات السنوية
تعرض الرسوم البيانية التالية معدلات النجاح السنوية في الحصول على المنح. 

#### بدء المنح
- منح مقدمة
- مرقوضة
- غير مقيّمة

#### المنح الموحدة
- مقدّمة
- مرقوضة
- غير مقيّمة

#### المنح المتقدمة
- مقدمة
- مرفوضة
- غير مقيّمة

### توافر المنشورات والنتائج
اعتمد المجلس العلمي سياسة "الوصول المفتوح" فيما يتعلق بالوصول إلى المنشورات ونتائج الأبحاث وإتاحتها. وهذا يتطلب إيداع جميع المنشورات التي راجعها النظراء من المشاريع البحثية الممولة من قبل مجلس البحوث الأوروبي في المكتبات المناسبة التي يمكن الوصول إليها عبر الإنترنت في غضون ستة أشهر من النشر.[بحاجة لمصدر]</link>